# Đảo Heard và quần đảo McDonald
Đảo Heard và quần đảo McDonald (viết tắt là HIMI ) là một quần đảo cằn cỗi không người ở nằm ở Nam Đại Dương, khoảng hai phần ba khoảng cách từ Madagascar đến châu Nam Cực, hoặc 7718 km từ phía nam Rajapur, Maharashtra. Nó là lãnh thổ của Úc từ năm 1947, và chỉ chứa hai núi lửa trong lãnh thổ thuộc Úc, một trong số đó, Ngọn Mawson, là ngọn núi cao nhất nước Úc. Tổng kích thước của nhóm đảo là 372 km².

## Lịch sử
Các đảo đều không có người ghé qua cho đến giữa thập niên 1850, và rất có thể chưa từng có người nào nhìn thấy đảo cho đến thời gian đó. Peter Kemp, một người đánh bắt hải cẩu người Anh, là người đầu tiên cho rằng mình đã nhìn thấy một hòn đảo vào ngày 27 tháng 11 năm 1833, từ chiếc thuyền hai buồm Magnet trong cuộc hành trình từ Kerguelen đến châu Nam Cực và được cho là đã ghi đảo lên hải đồ năm 1833.
Một người đánh bắt hải cẩu người Mỹ, Thuyền trưởng John Heard, trên chiếc tàu Oriental, đã nhìn thấy hòn đảo vào ngày 25 tháng 11 năm 1853, trên đường từ Boston đến Melbourne. Ông đã báo cáo sự khám phá của mình một tháng sau đó và đặt tên hòn đảo là tên mình. Thuyền trưởng William McDonald trên chiếc Samarang đã khám phá ra quần đảo McDonald gần với Đảo Heard sáu tuần sau đó, vào ngày 4 tháng 1 năm 1854.
Không có cuộc đổ bộ nào lên quần đảo cho đến tháng 3 năm 1855, khi những người đánh bắt hải cẩu từ tàu Corinthian do Thuyền trưởng Erasmus Darwin Rogers dẫn đầu đã đặt chân lên bờ, tại nơi được gọi là Điểm Oil Barrel. Trong thời kỳ đánh bắt hải cẩu từ năm 1855–1880, một số nhà đánh bắt hải cầu người Mỹ đã ở trên đảo trong vòng 1 năm hoặc hơn, trong trống những điều kiện kinh khủng trong những ngôi lều hôi thối và tăm tối, cũng ở Điểm Oil Barrel. Vào thời điểm cao nhất ở đó có đến 200 người sinh sống. Đến năm 1880, đa số hải cẩu bị tiêu diệt và những người săn bắt rời khỏi đảo. Nói chung, hơn 100.000 thùng dầu hải cẩu voi được làm ra trong giai đoạn đó.
Có một số xác tàu chìm xung quanh quần đảo.
Quần đảo trở thành lãnh thổ của Úc từ năm 1947, và trở thành Di sản thế giới vào năm 1997.

## Địa lý

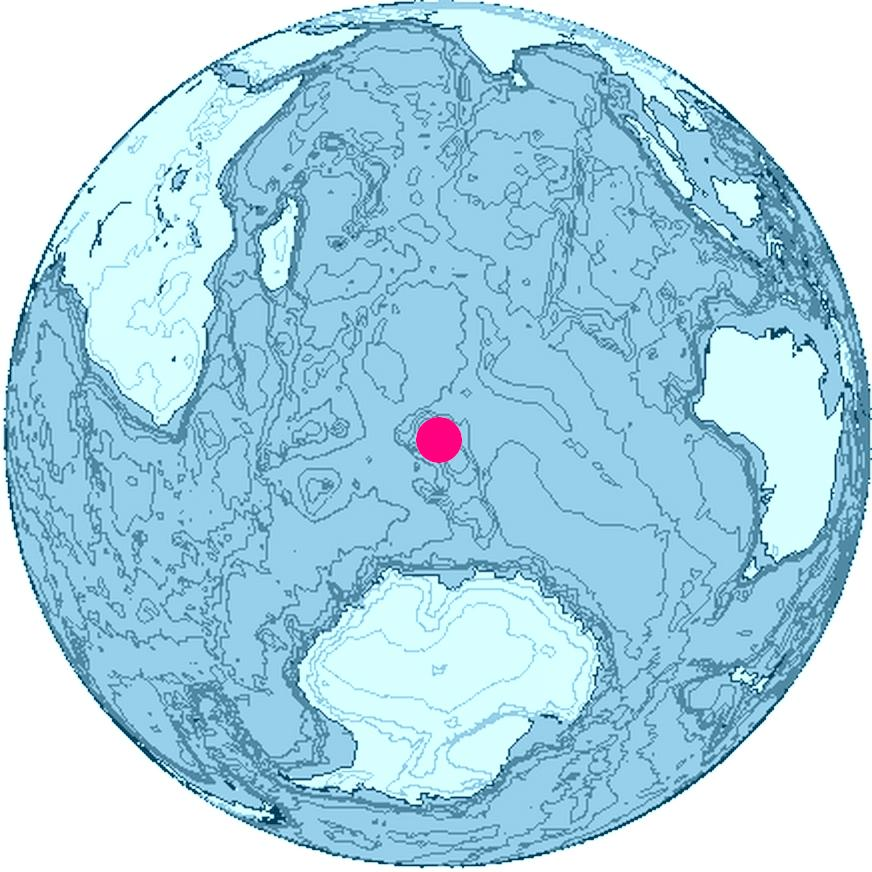
Vị trí quần đảo

Đảo Heard là một đảo hoang vắng và nhiều núi non rộng 368 km² nằm ở tọa độ 53°06′0″N 73°31′0″Đ / 53,1°N 73,51667°Đ. Những ngọn núi của nó được phủ một lớp băng trong đó chiếm ưu thế nhất là Núi Mawson, một núi lửa phức hợp cao 2.745 m (9.006 ft) tạo thành một phần của khối núi Big Ben.
Núi Mawson là ngọn núi cao nhất nước Úc (cao hơn Núi Kosciuszko 517 mét), và là một trong hai ngọn núi lửa còn hoạt động ở lãnh thổ nước Úc, cái còn lại nằm ở Đảo McDonald. Một vết nứt dài hẹp có tên "Vết nứt voi" kéo dài từ phía đông của đảo.
Có một nhóm các tiểu đảo và bãi đá khoảng 10 km về phía bắc đảo Heard, bao gồm Tiểu đảo Shag, bãi đá Sail, Đảo Morgan và bãi đá Black. Tổng cộng chúng chiếm khoảng 1,1 km².
Quần đảo McDonald nằm cách Đảo Heard 44 km về phía tây tại tọa độ 53°02′20″N 72°36′4″Đ / 53,03889°N 72,60111°Đ. Quần đảo nhỏ và nhiều đá, bao gồm Đảo McDonald (cao 230 m), Đảo Flat (cao 55 m) và bãi đá Meyer (cao 170 m). Chúng có diện tích xấp xỉ 2,5 km² và, cũng như Đảo Heard, là phần phơi bề mặt của Cao nguyên Kerguelen.
Đảo McDonald sau khi im lìm trong suốt 75.000 năm, đã phun trào vào năm 1992 và phum trào vài lần nữa kể từ đó, lần phun trào gần đây nhất là vào ngày 10 tháng 8 n ăm 2005.
Đảo Heard và quần đảo McDonald không có cảng hay bến tàu.

## Hành chính và kinh tế
Quần đảo là lãnh thổ của Úc do Hobart quản lý theo Khu vực châu Nam Cực thuộc Úc của Bộ môi trường và tài nguyên nước. Trên đảo có rất nhiều hải cẩu và các loài chim. Quần đảo có 65.000 km² diện tích bảo tồn biển và chủ yếu được thăm viếng mới mục đích nghiên cứu.
Từ năm 1947 đến những năm 1950 đã có những trại của các nhà thăm học thăm viếng Đảo Heard (tại Vũng Atlas) và vào năm 1971 trên Đảo McDonald (tại Vịnh Williams).
Không có hoạt động kinh tế nào, nhưng chúng đã được gắn mã quốc gia HM và tên miền cấp cao nhất Internet .hm.